# Clio (Califòrnia)
Clio és una concentració de població designada pel cens dels Estats Units a l'estat de Califòrnia. Segons el cens del 2000 tenia 90 habitants.

## Demografia
Segons el cens del 2000, Clio tenia 90 habitants, 39 habitatges, i 26 famílies. La densitat de població era de 58,9 habitants per km².
Dels 39 habitatges en un 30,8% hi vivien nens de menys de 18 anys, en un 56,4% hi vivien parelles casades, en un 7,7% dones solteres, i en un 33,3% no eren unitats familiars. En el 28,2% dels habitatges hi vivien persones soles el 15,4% de les quals corresponia a persones de 65 anys o més que vivien soles. El nombre mitjà de persones vivint en cada habitatge era de 2,31 i el nombre mitjà de persones que vivien en cada família era de 2,81.
Per edats la població es repartia de la següent manera: un 23,3% tenia menys de 18 anys, un 3,3% entre 18 i 24, un 18,9% entre 25 i 44, un 27,8% de 45 a 60 i un 26,7% 65 anys o més.
L'edat mediana era de 47 anys. Per cada 100 dones de 18 o més anys hi havia 91,7 homes.
La renda mediana per habitatge era de 23.036 $ i la renda mediana per família de 42.917 $. Els homes tenien una renda mediana d'11.250 $ mentre que les dones 0 $. La renda per capita de la població era de 14.560 $. Cap de les famílies estaven per davall del llindar de pobresa.

## Poblacions més properes
El següent diagrama mostra les poblacions més properes.